# Gongbo'gyamda
Gongbo'gyamda (tyb. ཀོང་པོ་རྒྱ་མདའ་རྫོང, Wylie kong po rgya mda' rdzong, ZWPY Gongbo'gyamda Zong; chiń. upr. 工布江达县; pinyin Gōngbùjiāngdá Xiàn) – powiat w zachodnich Chinach, w prefekturze Nyingchi, w Tybetańskim Regionie Autonomicznym. W 1999 roku powiat liczył 23 818 mieszkańców.

## Położenie
Powiat Gongbo'gyamda znajduje się w północno-zachodniej części prefektury Nyingchi. Od południa graniczy z powiatami Nang i Mainling, od południowego wschodu z dzielnicą Bayi, a od wschodu z powiatem Bomi. Od północy, powiat Gongbo'gyamda, graniczy z powiatem Lhari w prefekturze miejskiej Nagqu, od zachodu – z powiatem Maizhokunggar w prefekturze miejskiej Lhasa, a od południowego zachodu – z powiatem Gyaca leżącym w prefekturze Shannan.